# Championnats d'Europe juniors d'athlétisme 1981
Navigation
1979 1983
Les 6es Championnats d'Europe juniors d'athlétisme se sont déroulés à Utrecht (Pays-Bas) du 20 au 23 août 1981 , au sein de l'Atletiekbaan Overvecht.

## Faits marquants
Ces jeux voient des changements au niveau des épreuves féminines :
- Apparition du 400 m haies et du 3000 m féminin
- Le pentathlon féminin est remplacé par l'heptathlon

## Résultats

### Garçons
| Épreuves                | Or                                                                                            | Argent                                                                                        | Bronze                                                                                     |
| ----------------------- | --------------------------------------------------------------------------------------------- | --------------------------------------------------------------------------------------------- | ------------------------------------------------------------------------------------------ |
| 100 m (Vent : +3,6 m/s) | Thomas Schröder 10 s 14 w                                                                     | Rolf Kistner 10 s 33 w                                                                        | Pierfrancesco Pavoni 10 s 39 w                                                             |
| 200 m (Vent : +2,0 m/s) | Thomas Schröder 20 s 69                                                                       | Sergey Sokolov 20 s 79                                                                        | Kimmo Saaristo 20 s 83                                                                     |
| 400 m                   | Todd Bennett 47 s 18                                                                          | Jens Carlowitz 47 s 40                                                                        | Jörg Vaihinger 47 s 48                                                                     |
| 800 m                   | Jozsef Bereczky 1 min 46 s 17                                                                 | Istvan Szalai 1 min 46 s 94                                                                   | Christopher Mcgeorge 1 min 47 s 43                                                         |
| 1 500 m                 | Steffen Oehme 3 min 44 s 24                                                                   | Didier Poirier 3 min 44 s 49                                                                  | Anatoliy Legeda 3 min 44 s 66                                                              |
| 3 000 m                 | Rainer Wachenbrunner 7 min 57 s 18                                                            | Frank Heine 7 min 59 s 05                                                                     | Jean-Pierre N'dayisenga 8 min 01 s 30                                                      |
| 5 000 m                 | Gábor Szabó 13 min 56 s 42                                                                    | Salvatore Antibo 14 min 03 s 73                                                               | Axel Krippschock 14 min 05 s 02                                                            |
| 2 000 mètres steeple    | Paul Davies-Hale 5 min 31 s 12                                                                | Gilbert Juchert 5 min 38 s 02                                                                 | Lev Glinskikh 5 min 38 s 61                                                                |
| 110 mètres haies        | Holger Pohland 13 s 80                                                                        | Andreas Oschkenat 13 s 85                                                                     | Viktor Batrachenko 14 s 10                                                                 |
| 400 mètres haies        | Krassimir Demirev 50 s 45                                                                     | Olivier Gui 50 s 63                                                                           | Hans-Jürgen Ende 50 s 75                                                                   |
| 10 000 m marche         | Ralf Kowalski 39 min 56 s 23                                                                  | Aleksandr Potashov 41 min 39 s 35                                                             | Viktor Mostovik 41 min 46 s 56                                                             |
| Saut en hauteur         | Krzysztof Krawczyk 2,26 m                                                                     | William Motti 2,19 m                                                                          | Oleg Azizmuradov 2,19 m                                                                    |
| Saut à la perche        | František Jansa 5,35 m                                                                        | Pierre Quinon 5,30 m                                                                          | Olaf Kasten 5,25 m                                                                         |
| Saut en longueur        | André Reichelt 7,76 m w                                                                       | Sergey Rodin 7,73 m w                                                                         | Andreas Zwanzig 7,70 m                                                                     |
| Triple saut             | Sergey Akhvlediani 16,76 m w                                                                  | Aleksandr Leonov 16,54 m w                                                                    | Michael Makin 15,95 m                                                                      |
| Lancer du poids         | Andreas Horn 18,71 m                                                                          | Ulf Timmermann 18,45 m                                                                        | Karsten Stolz 17,77 m                                                                      |
| Lancer du disque        | Kamen Dimitrov 56,62 m                                                                        | Thomas Christel 56,12 m                                                                       | Erik De Bruin 55,88 m                                                                      |
| Lancer du marteau       | Christoph Sahner 68,92 m                                                                      | Sergey Dorozhon 68,48 m                                                                       | Vyacheslav Korovin 68,36 m                                                                 |
| Lancer du javelot       | Uwe Hohn 86,56 m                                                                              | Roald Bradstock 79,18 m                                                                       | Fabio Michielon 75,26 m                                                                    |
| Relais 4 × 100 mètres   | Allemagne de l'Est Karsten Weller Steffen Bringmann Andreas Oschkenat Thomas Schröder 39 s 88 | Union soviétique Sergey Polishchuk Sergey Sokolov Aleksandr Sivchenko Ivan Svyatnenko 40 s 21 | Finlande Juha Pyy Jouni Törrönen Ilari Jauro Kimmo Saaristo 40 s 58                        |
| Relais 4 × 400 mètres   | Allemagne de l'Est Uwe Preusche Frank Löper Eckhard Trylus Jens Carlowitz 3 min 04 s 58       | Royaume-Uni John Weston Eugene Gilkes Paul Dunn Todd Bennett 3 min 07 s 49                    | Allemagne de l'Ouest Markus Söhnge Matthias Kaulin Heiko Emde Jörg Vaihinger 3 min 07 s 91 |
| Décathlon               | Mikhail Romanyuk 7 918 pts                                                                    | Thorsten Voss 7 912 pts                                                                       | Sven Reintak 7 497 pts                                                                     |

### Filles
| Épreuves                           | Or                                                                                             | Argent                                                                                                | Bronze                                                                                       |
| ---------------------------------- | ---------------------------------------------------------------------------------------------- | --- | -------------------------------------------------------------------------------------------- |
| 100 m (Vent : +2,4 m/s)            | Katrin Böhme 11 s 33 w                                                                         | Shirley Thomas 11 s 43 w                                                                              | Carola Beuster 11 s 50 w                                                                     |
| 200 m (Vent : +2,2 m/s)            | Sabine Rieger 22 s 91 w                                                                        | Valentina Bozhina 23 s 13 w                                                                           | Carola Beuster 23 s 31 w                                                                     |
| 400 m                              | Irina Zhdanova 53 s 21                                                                         | Heike Bohne 53 s 54                                                                                   | Linsey MacDonald 54 s 24                                                                     |
| 800 m                              | Ines Vogelgesang 2 min 02 s 65                                                                 | Anna Rybicka 2 min 03 s 83                                                                            | Lyubov Kiryukhina 2 min 04 s 33                                                              |
| 1 500 m                            | Betty Van Steenbroeck 4 min 15 s 75                                                            | Melena Malykhina 4 min 17 s 31                                                                        | Kirsti Voldnes 4 min 18 s 72                                                                 |
| 3 000 m                            | Lyudmila Sudak 8 min 58 s 30                                                                   | Birgit Mauer 9 min 20 s 01                                                                            | Uta Möckel 9 min 22 s 00                                                                     |
| 100 mètres haies (Vent : +0,8 m/s) | Katrin Böhme 13 s 20                                                                           | Gloria Kowarick 13 s 27                                                                               | Anne Piquereau 13 s 76                                                                       |
| 400 mètres haies                   | Sylvia Kirschner 56 s 41                                                                       | Anita Lauvensteins 56 s 93                                                                            | Margarita Ponomaryova 57 s 45                                                                |
| Saut en hauteur                    | Andrea Breder 1,90 m                                                                           | Alessandra Fossati 1,88 m                                                                             | Larissa Kossytsina 1,86 m                                                                    |
| Saut en longueur                   | Heike Daute 7,02 m w                                                                           | Yelena Lugovaya 6,43 m w                                                                              | Joyce Oladapo 6,36 m                                                                         |
| Lancer du poids                    | Konstanze Simm 17,21 m                                                                         | Gabriele Reinsch 17,03 m                                                                              | Svetla Mitkova 16,50 m                                                                       |
| Lancer de disque                   | Diana Sachse 57,30 m                                                                           | Svetla Mitkova 55,60 m                                                                                | Larissa Mikhalchenko 53,38 m                                                                 |
| Lancer du javelot                  | Antoaneta Todorova 64,12 m                                                                     | Antje Kempe 60,60 m                                                                                   | Karin Bergdahl 58,40 m                                                                       |
| Relais 4 × 100 mètres              | Allemagne de l'Est Silke Gladisch Sabine Rieger Kathrin Böhme Carola Beuster 43 s 77           | France Véronique Ponchot Marie-Christine Cazier Laurence Bily Marie-France Loval 44 s 61              | Allemagne de l'Ouest Andrea Niggemann Anne Griese Andrea Hannemann Andrea Bersch 45 s 11     |
| Relais 4 × 400 mètres              | Allemagne de l'Est Cornelia Feuerbach Carola Witzel Ines Vogelgesang Heike Bohne 3 min 30 s 39 | Union soviétique Irina Zakharova Lyubov Kiryukhina Margarita Ponomaryova Irina Zhdanova 3 min 31 s 41 | Allemagne de l'Ouest Anne Griese Sylvia Nagel Kirsten Fuhrken Silke Kondziella 3 min 36 s 90 |
| Heptathlon                         | Anke Tröger 6 032 pts                                                                          | Ilona Dietze 5 991 pts                                                                                | Tatyana Stoycheva 5 764 pts                                                                  |

## Tableau des médailles[1]
- Pays hôte

| Rang  | Nation               | Or | Argent | Bronze | Total |
| ----- | -------------------- | -- | ------ | ------ | ----- |
| 1     | Allemagne de l'Est   | 22 | 13     | 7      | 42    |
| 2     | Union soviétique     | 4  | 11     | 11     | 26    |
| 3     | Bulgarie             | 3  | 1      | 2      | 6     |
| 4     | Royaume-Uni          | 2  | 3      | 4      | 9     |
| 5     | Allemagne de l'Ouest | 2  | 1      | 5      | 8     |
| 6     | Hongrie              | 2  | 1      | 0      | 3     |
| 7     | Pologne              | 1  | 1      | 0      | 2     |
| 8     | Belgique             | 1  | 0      | 1      | 2     |
| 9     | Tchécoslovaquie      | 1  | 0      | 0      | 1     |
| 10    | France               | 0  | 5      | 1      | 6     |
| 11    | Italie               | 0  | 2      | 2      | 4     |
| 12    | Finlande             | 0  | 0      | 2      | 2     |
| 13    | Pays-Bas             | 0  | 0      | 1      | 1     |
| 13    | Norvège              | 0  | 0      | 1      | 1     |
| 13    | Suède                | 0  | 0      | 1      | 1     |
| Total | Total                | 38 | 38     | 38     | 114   |